# Гнёзда химер
«Гнёзда химер» — отдельный том фэнтези-сериала «Лабиринты Ехо» авторства Макса Фрая. Существует в двух вариантах: «Хроники Хугайды» и «Хроники Овётганны».
Был опубликован в издательстве Азбука в 1998 году тиражом 20000 экземпляров  и переиздан в 2000 году. Затем неоднократно переиздавался в издательстве Амфора (в 2000, 2003, 2004, 2005, 2007, 2008, 2010 годах) и в издательстве АСТ.

## Аннотация
Вышло так, что история о Гнездах Химер была рассказана дважды, по числу волшебных ветров Хоманы, отравивших кровь рассказчика. Вам досталась история, рассказанная поутру, когда приходит время ветра по имени Хугайда; история, записанная черными буквами на белой бумаге, испещренная забавными пометками, примечаниями и карикатурными рожицами на полях. Так уж вам повезло.
Всякая история, рассказанная дважды (скажем, утром и вечером, или в начале весны и в конце осени, или вслух и на бумаге),— это уже две разные истории. Что ж, если всякому человеку, даже самому пропащему, позволено иметь двойников зазеркального, и того, что смотрит за нас наши сны, и еще одного, безмолвного, но могущественного, о котором ни слова больше, - почему бы не иметь таких двойников тексту, созданному по образу и подобию лучшего, что в нас есть?..

## Сюжет
Действие происходит не в мире «Ехо», а в мире «Хомана», куда попадает главный персонаж — сэр Макс. В этом мире он встречается со страмослябскими пиратами, хойскими бунаба, путешествуя в поисках пути обратно в Ехо, совершает паломничество к Варабайбе.

## Особенности
Роман переиздавался дважды — изначальную, «редакторскую» версию заменили «авторской», затем её же переиздали вместе с «Лабиринтами Ехо». Первая версия при переиздании получила подзаголовок «Хроники Хугайды», вторая — «Хроники Овётганны». Различаются они лишь именами ветров и эпилогом.
Мир Хомана изначально был создан Светланой Мартынчик и Игорем Стёпиным в пластилиновом виде — как арт-проект, который демонстрировался на выставках и в галереях Германии (например, галерея Виттенбринк в Мюнхене), США (галерея Рональда Фельдмана) и России (галерея Марата Гельмана).

## Отзывы
Л. Ф. Хабибуллина, в целом относя творчество Макса Фрая к «западнической» ветви русской литературы фэнтези, отмечает роман «Гнёзда химер» особо, выделяя в нём, во-первых, образ грэу как отсылку к свифтовским йеху, во-вторых, соотнося множественные миры с «национальными мирами», в третьих выделяя особо образ страмослябских пиратов и отношение к ним главного героя — «стремление как можно быстрее расстаться с представителями этого народа». Хабибуллина видит в этом «авторское восприятие „собственного“ национального мира».
А. В. Таран считает, что мир Хоманы «живёт по законам феодального общества»:
а кое-где оно даже кастовое – чего стоит, например, каста хурмангара (они же ёлба, гурэпло — изыски от тюркского к русскому и украинскому вариантам слабоумия), и почему «интеллектуальные» касты Хоманы также не вызывают особой симпатии, включая автохтонных, всеведущих, «экологически чистых» мараха? Оттого, что вблизи, при ярком
освещении («правильном огне»!) ущербность их самодостаточности очевидна.
и проводит параллели с циклом Роберта Асприна «Скив Великолепный», где «гости из иных измерений-миров рассматриваются как «демоны» («демонстраторы измерений»), запрет на технологические и социальные перемены-новшества прогрессивного свойства в этой вселенной демонстрируется весьма откровенно", так и в мире Хомана «гармония сказочного мира такова, что если вникаешь в его „неигровую“ сущность, сразу грустно становится».